# Radio Assifa
Radio Assifa (Radio Tempête en français) est un journal sonore édité en France sur cassettes audio. Elle est créée dans le quartier de la Goutte-d'Or à Paris en mai 1975 par Mohamed « Mokhtar » Bachiri, Hamza Bouziri et Djillali Kamel, militants du Mouvement des travailleurs arabes (MTA).

## Origines
Radio Assifa tire ses origines de la rencontre entre des militants du Mouvement des travailleurs arabes (MTA) et des grévistes de l'usine des horloges Lip de Besançon en 1973. Les ouvriers français, surpris par le message transmis par les militants maghrébins, les encouragent à trouver un moyen de diffuser leurs idées.
Mohamed « Mokhtar » Bachiri fonde avec Geneviève Clancy et Philippe Tancelin, également à l'origine du Comité de défense de la vie et des droits des travailleurs immigrés (CDVDTI), la troupe de théâtre d’agit-prop Al Assifa (la tempête). Ils présentent leur première pièce, un journal théâtral intitulé Ça travaille, ça travaille et ça ferme sa gueule, l'été suivant dans l’usine Lip toujours occupée. Al Assifa ne se considère pas comme une troupe de théâtre : « Al Assifa n’a jamais été une “troupe de théâtre”, mais un collectif d’action culturelle composé de Français et d’immigrés et dont la vocation demeure de favoriser un courant d’expression et d’action auprès des immigrés et Français, contre l’esclavage, contre le racisme ».

## Un magazine sonore sur cassettes
En 1975, Mokhtar, passionné de radio, Hamza Bouziri et Djillali Kamel, pseudonyme d’un militant du MTA candidat à l’élection présidentielle de 1974 créent Radio Assifa,,. Ce « magazine sonore d’expression arabe » distribué sur cassettes et produit par le groupe IM’média fondé par Patrick Fillioud, journaliste à Radio France et l'un des initiateurs de l’Agence de presse Libération (APL). IM’média est alors connu pour avoir réalisé dans les années 1970 Le Cri des Murs, un journal sous forme d'affiches murales.
Radio Assifa reprend notamment les spectacles réalisés par la troupe Al Assifa. À l’intérieur on peut entendre : « Radio Assifa produit par les ouvriers arabes de la Troupe de théâtre Assifa et l'ensemble des musiciens et journalistes arabes regroupés contre le racisme. Radio Assifa donne le droit à la parole et à l'expression aux ouvriers arabes. Radio Assifa est la radio de l'ensemble des arabes. »
Les cassettes sont distribuées à plus de mille exemplaires, en particulier dans les usines. Radio Assifa est installée au siège du Centre culturel de la Goutte d’Or, 35 rue Stéphenson, dans le 18e arrondissement de Paris. Le lieu sert également de librairie et de lieu d’accueil pour enfants. En 1972, s'y installe la rédaction de Sans frontière, journal fait « par et pour les immigrés », puis à partir de 1981 l'émetteur de Radio Soleil.
Le nom fait référence indirectement à La Voix d’Al-Assifa, une radio du Fatah de Yasser Arafat créée en 1968 au Caire.

## Émules
Pour Hamza Bouziri « La cassette est la revanche de l’analphabète… la fin de la domination tyrannique de l’écriture ». Le projet inspire d'autres ouvriers qui commencent auto-éditer et à distribuer des cassettes estampillées « musique moderne » ou « folklore ».
Première expérience sonore et militante de l’immigration maghrébine, Radio Assifa est précurseure des radios libres de l’immigration. Elle collabore avec d'autres pionnières comme Radio Verte-Fessenheim qui soutient La Voix des travailleurs immigrés (VTI) et SOS-emploi, initiée par l’union interprofessionnelle CFDT à Longwy en décembre 1978.
En 1981, à la suite de la victoire de François Mitterrand et l'annonce de la fin du monopole d’État dans le domaine de la radio et de la télévision, plusieurs membres de Radio Assifa et du journal Sans frontière créent Radio Soleil.